# The Crawlian Supremacy
The Crawlian Supremacy är debutalbumet till det spanska progressiva death metal-bandet Soulitude (ett soloprojekt av musikern Ignacio "Jevo" Garamendi från bland annat bandet Valhalla). Det självutgivna albumet släpptes 2006.

## Låtlista
1. "Planet Thralldoom (Intro)" (instrumental) – 1:17
2. "Enslaved" – 4:51
3. "Menace of the Universe" – 4:43
4. "Dunes of Mub'Arass" – 3:22
5. Solar Ghosts" (instrumental) – 3:30
6. "Trip to Helgnord" – 6:46
7. "Viking Pride" – 4:56
8. "The Oracle" – 4:09
9. "Dawn of War" – 3:16
10. "March of the Crawlians" – 4:21
11. "Time for Deliverance" – 5:47
12. "New Age" – 3:58
13. "Fast as a Shark" (Accept-cover) – 3:11

## Medverkande
Musiker (Soulitude-medlemmar)
- Jevo (Ignacio Garamendi) – gitarr, basgitarr, keyboard, trummor, programmering

Bidragande musiker
- Itziar Tueros, Gaizka de Artaza, Jowy (Joel Victoria), Richard Villalba, Lorenzo "Loren" Mutiozabal, Javier Navarro "Paxta" – sång
- Mikel Martínez – sologitarr (spår 6)
- Jagoba Ormaetxea – sologitarr (spår 2)
- Chefy (José Félix Melsió Martínez) – basgitarr (spår 13)
- Iván Corcuera – trumsampling

Produktion
- Jevo – producent, ljudtekniker, ljudmix, mastering
- Xabier Amezaga – omslagskonst